# Budynek magistratu w Łukowie
Budynek magistratu w Łukowie – nieistniejący budynek w Łukowie, który znajdował się w okresie
II Rzeczypospolitej przy ul. Chącińskiego (ob. ul. Wyszyńskiego).
Zbudowany ok. 1839 r. w miejscu uprzednio zlikwidowanego cmentarza farnego; przebudowany według projektu Mateusza Ornano-Chiaratellego. Do II wojny światowej mieścił siedzibę zarządu miejskiego (magistratu). Po obu stronach budynku do korpusu przylegały skrzydła – wschodnie zajmowała Ochotnicza Straż Pożarna, zaś zachodnie – areszt miejski. W czasie II wojny światowej, w podwórzu obiektu, okupanci niemieccy dokonywali masowych morderstw na Żydach i Polakach. W lipcu 1944 r. budynek został zniszczony, a pozostałe ruiny rozebrano, z wyjątkiem skrzydła zachodniego, które w okresie powojennym mieściło Straż Ogniową. Po przeniesieniu tej instytucji do nowej komendy przy ul. Partyzantów (ukończonej w 1968 r.), rozebrano pozostałą część.
Obecnie w miejscu budynku magistratu znajdują się dwa budynki banków – budynek Pekao (wzniesiony w 1950 r. na portrzeby Narodowego Banku Polskiego i Banku Rolnego) oraz budynek PKO i PZU (wzniesiony w latach 1970–1972). W 1959 r. w ścianę ocalałego skrzydła magistratu wmurowano tablicę upamiętniającą Polaków zamordowanych na dziedzińcu budynku w czasie okupacji niemieckiej. Po zburzeniu obiektu, wmurowano ją ponownie w ścianę wybudowanego w tym miejscu gmachu PKO i PZU (jej umiejscowienie nie oddaje ściśle prawdy historycznej). W 2012 r., obok tablicy z 1959 r., odsłonięto tablicę upamiętniającą kilkuset Żydów, którzy zostali zamordowani przez hitlerowców w tym samym miejscu.

## Galeria

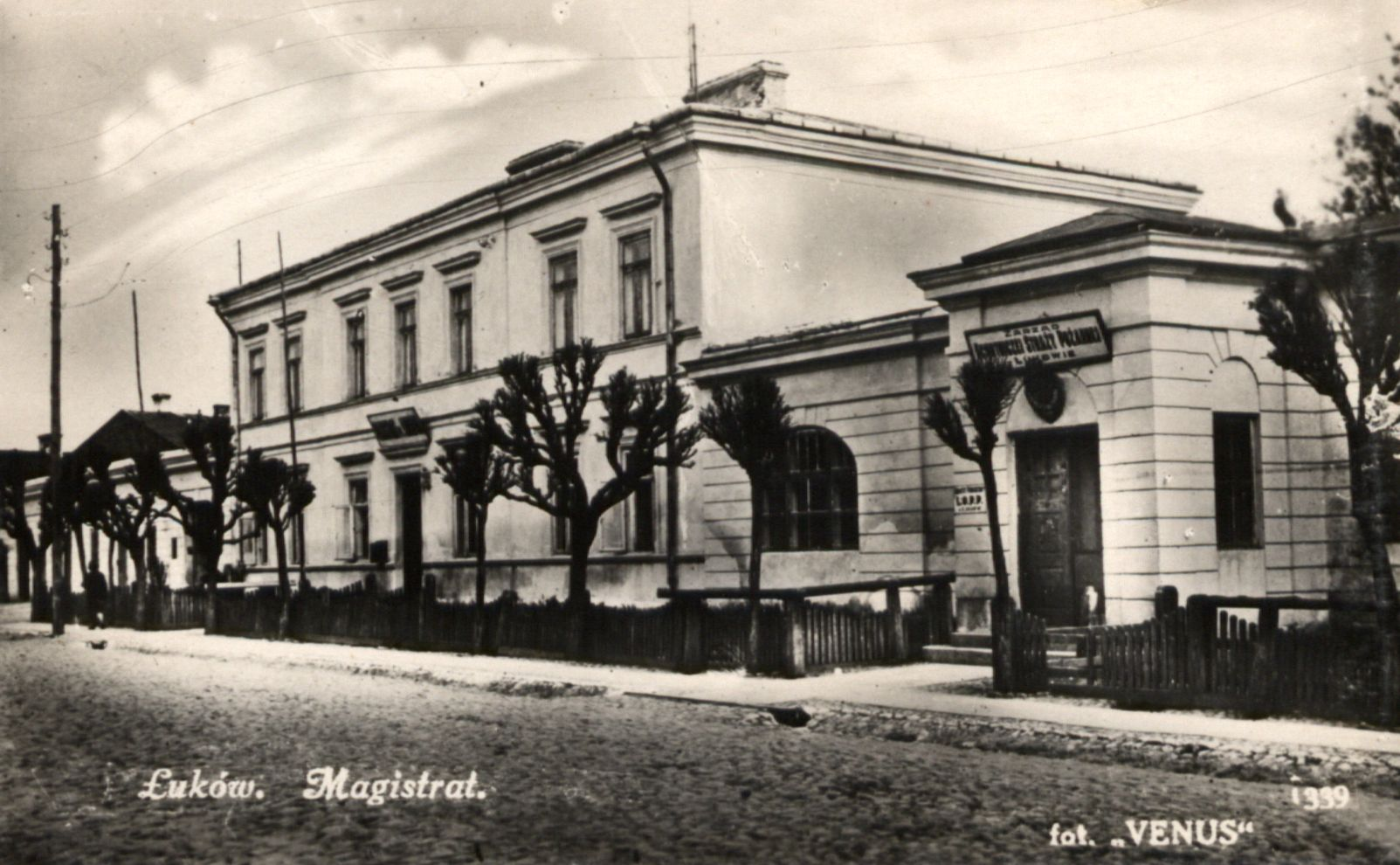
Budynek magistratu na pocztówce z 1939 r.
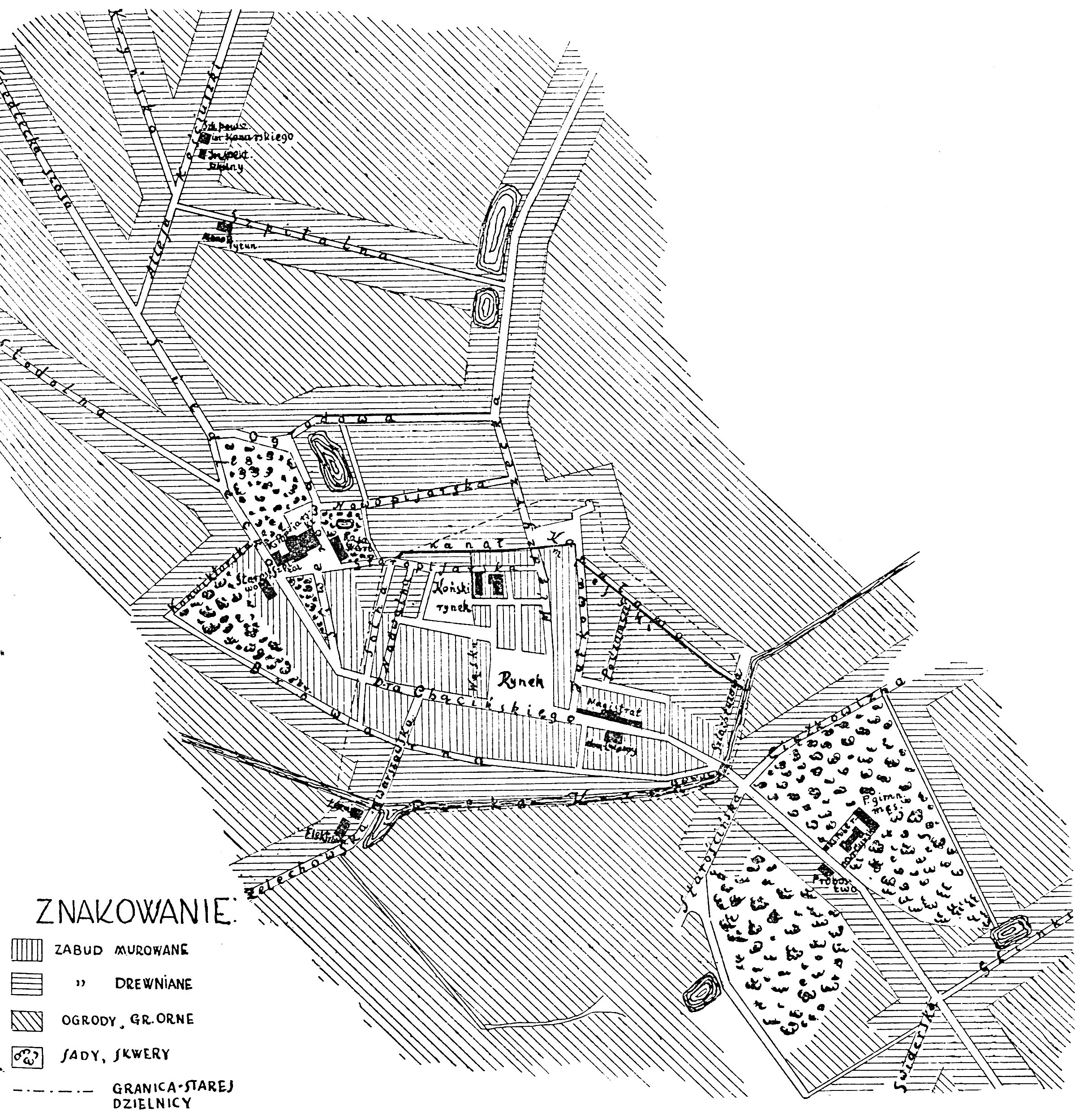
Budynek magistratu na planie miasta Łukowa z 1928 r.
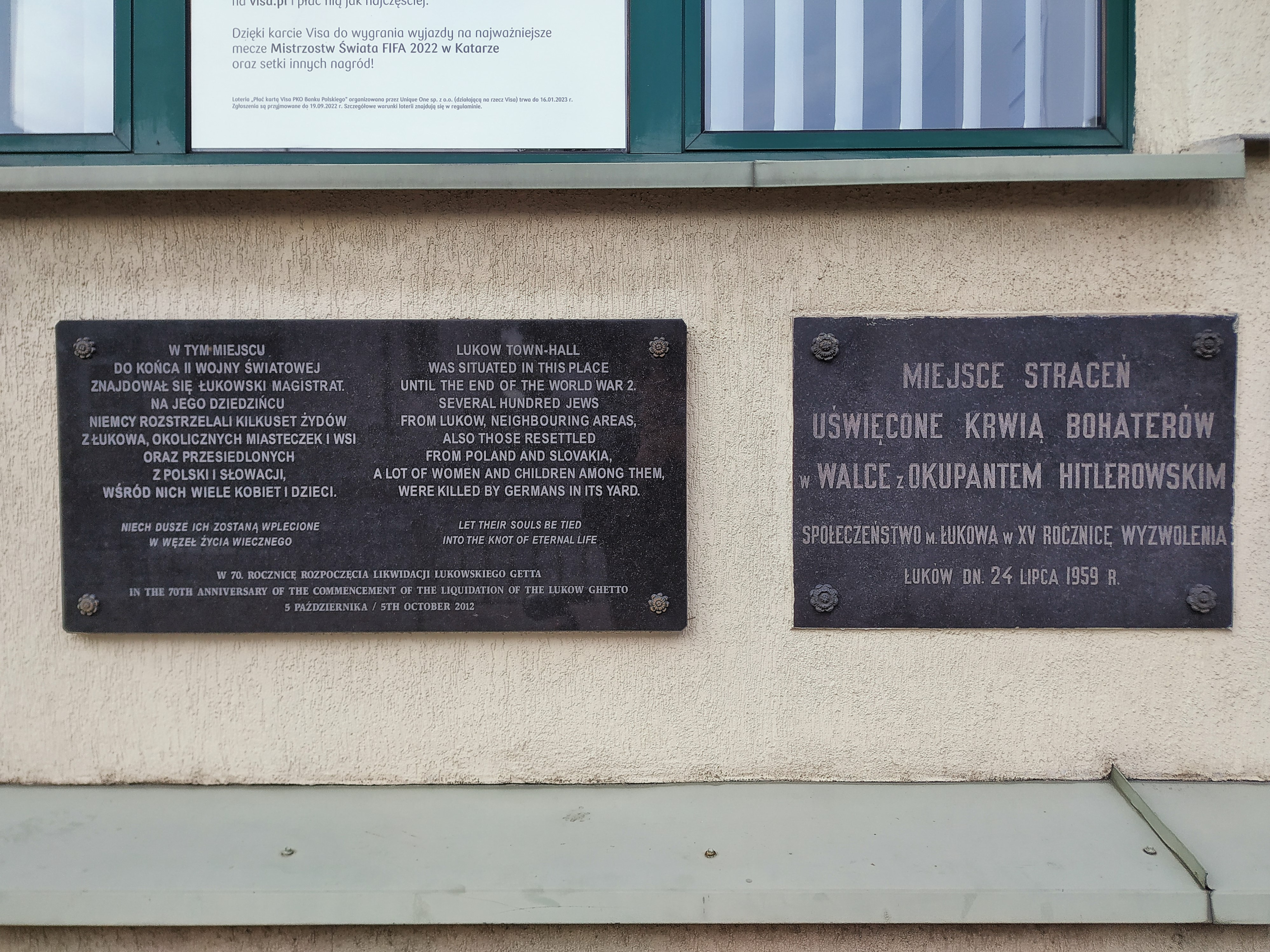
Tablice pamiątkowe na ścianie budynku przy ul. Wyszyńskiego 19 (bank PKO BP) – w pobliżu miejsca rozstrzeliwań Żydów i Polaków przez okupantów niemieckich na dziedzińcu budynku magistratu